# Laurence de Cinq-Cygne
Laurence de Cinq-Cygne, nascida em 1781, é uma personagem fictícia da Comédia Humana de Honoré de Balzac.
É de uma personalidade forte, independente e corajosa, que enfronta todos os perigos para salvar as pessoas que ela ama: os gêmes Simeuse, e seu administrador de propriedades Michu. Ela aparece principalmente em Une ténébreuse affaire onde enfrenta dois policiais de caráter duvidoso: Peyrade e Corentin.
Herdeira do nome e das armas de sua família, ela naun possui nada além de uma fortuna reduzida em 1799. Desde do dramático ataque à mansão de Cinq-cygne, em que ela serem mortos seus pais diante de si, ela é partidária convicta da realeza que realiza complôs com seus primos Simeuse para o retorno do rei. Ela foi acolhida quando criança pela família d'Hauteserre, com a qual vive no castelo de Cinq-Cygne. Sua família ignora suas atividades a favor da realeza, e quando seus primos são presos, ela própria vai ao local da Batalha de Jena, para pedir graça a Napoleão Bonaparte. Está apaixonada pelos dois gêmeos ao mesmo tempo. Mas não terá que escolher: ambos os Simeuses morrem na guerra em 1812.
Em 1813, ela se casa com Adrien de Hauteserre, de quem tem dois filhos : Bethe e Paul. Em 1833, presta visita à Princesa de Cadingna, cujo filho se casará com Berthe de Cinq-Cygne, a quem ela transmite seu título. 
Em 1836, ela faz parte das celebridades do faubourg de Saint-Germain, e presta ajuda às obras de caridade de Madame de la Chanterie.
Ela também aparece em:
- L'Envers de l'histoire contemporaine;
- Les Secrets de la princesse de Cadignan;
- Le Député d'Arcis.